# آزمون ناردی
آزمون ناردی (انگلیسی: Nardi test) یا «تست تحریک مورفین-نئوستیگمین» آزمونی برای بررسی اختلال عملکرد اسفنکتر اودی است (دریچه‌ای که دستگاه صفراوی را از دوازدهه جدا می‌کند). دو داروی مرفین و نئوستیگمین به بیمارانی که نشانه‌های بالینی اختلال عملکرد اسفنکتر اودی (از جمله درد شکمی) دارند تجویز می‌شود. اگر درد توسط داروها تکرار شود، احتمال اختلال عملکرد بیشتر است. با این حال، این آزمایش به خوبی اختلال عملکرد را پیش‌بینی نمی‌کند و امروزه به ندرت مورد استفاده قرار می‌گیرد. آزمون ناردی به نام «جورج ناردی» نامگذاری شد که نخستین بار این روش را در سال ۱۹۶۶ توصیف کرد.